# Rödön, Sundsvalls kommun
Rödön är en ö utanför Alnön i Sundsvalls kommun. Ön har fått sitt namn från att stora delar av öns berggrund består av rödfärgad rapakivigranit, rödögranit, en relativt ovanlig bergart. Det har tidigare funnits bofasta på ön. Numera finns endast sommarstugor på ön, som för övrigt saknar elektricitet.